# Incendio del Hotel Corona de Aragón
El incendio del Hotel Corona de Aragón en Zaragoza (Aragón), tuvo lugar el 12 de julio de 1979, acabando con la vida de 83 personas. Se trata de uno de los sucesos de mayor impacto social de la transición española. No pudo determinarse la responsabilidad del hecho en aquel momento. Aunque la vía judicial penal no fue capaz de encontrar los indicios suficientes para dictaminar que el incendio fue intencionado, la vía civil consideró que el desarrollo del incendio había sido acelerado por la presencia de ciertas sustancias incendiarias o explosivas, aunque sin averiguar quién habría colocado dichas sustancias.
Desde el mismo momento del incendio, y hasta la actualidad, las especulaciones sobre la naturaleza del incidente —si fue un atentado terrorista o no— o su posible autoría han sido múltiples, con atribuciones fundamentalmente a ETA, aunque también al FRAP o a grupos ultraderechistas que buscaban reventar el incipiente proceso constitucional. 

## Desarrollo de los hechos
El hotel Corona de Aragón —actual Meliá Zaragoza—, situado en el número 13 de la avenida de César Augusto de Zaragoza, era el único hotel de cinco estrellas de la ciudad. En el momento del siniestro, la ocupación del hotel rondaba el 70 %, alojándose en él militares de diversa graduación y sus familiares que iban a asistir, en la mañana del 12 de julio, a presenciar la ceremonia de entrega de despachos a la XXXVI promoción de la Academia General Militar. También se alojaban en el hotel la viuda de Franco, Carmen Polo, que sería rescatada con heridas leves, su hija, su yerno y dos nietos.
Por otra parte, el establecimiento contaba con, al menos, un antecedente de incendio accidental en el edificio —ocurrido el 25 de junio de 1977— y hubo numerosas quejas sobre el incumplimiento de las normas de seguridad y salubridad del mismo.
Distintas fuentes discutieron sobre su posible carácter intencionado o sobre la posible implicación de ETA o el FRAP o de "un grupo ultra".

Aparte de las víctimas mortales, hubo también más de 100 heridos incluyendo un número importante de militares y familiares de militares que se encontraban alojados en el hotel con motivo de un evento castrense en la ciudad.

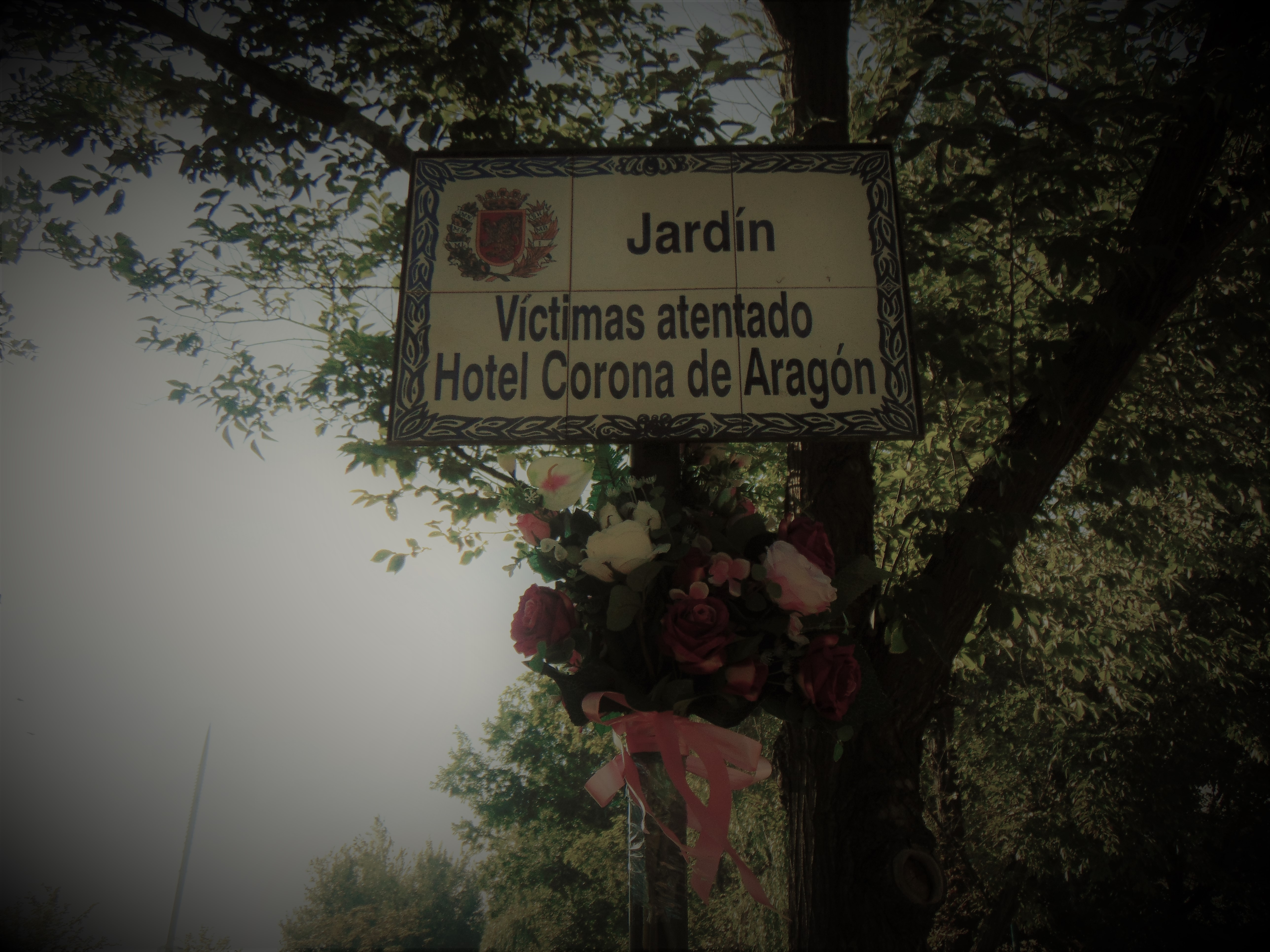
Jardín Víctimas atentado Hotel Corona de Aragón

Otras informaciones periodísticas recientes califican al incendio como "siniestro".
El 24 de abril de 1980 se afirmó que no había elementos ajenos al hotel entre los restos del incendio. El 30 de abril se dijo que sí se estimaba la presencia de elementos extraños en el origen y propagación del fuego, y un informe pericial del Ministerio de Defensa admitía las dos posibilidades de siniestro accidental y de autoría criminal del incendio. Con posterioridad el Tribunal Supremo dictaminó que el incendio fue "provocado por terceros", ya que se hallaron en la zona de cocinas del hotel restos de substancias que así lo indicaban —napalm o pirogel—. El Tribunal descargó de responsabilidad al hotel y a las compañías de seguros, ya que —afirmó— el incendio tuvo causas "extrañas y externas".
El Heraldo de Aragón (miércoles, 4 de octubre de 2000) publicó que había recibido en la redacción dos llamadas reivindicando el atentado en nombre de ETA y el FRAP. Según algunas fuentes, «una voz femenina» reivindicó el atentado en nombre de ETA, lo cual provocó momentos de tensión en el acto de la Academia Militar. Otras informaciones niegan que se reivindicase nunca.En su boletín final, ETA descartó su autoría del atentado.

## Resoluciones judiciales
El proceso penal se cerró en mayo de 1981 en la Audiencia Provincial de Zaragoza por no «resultar debidamente justificada la perpetración del delito».
Algunos familiares reclamaron entonces por la vía civil, por la cual un juez dictaminó en 1985 que en el incendio hubo «un elemento extraño o exógeno que bien pudo ser un pirogel de fácil composición, cómodo y disimulado transporte, rápida y discreta colocación por expertos y de accionado controlado, capaz de provocar altas temperaturas, entre los 1.000 y 1.200 grados». Este dictamen desestimó la demanda de los familiares, ya que las deficiencias reconocidas en el hotel —como la escalera de incendios inutilizada o los rótulos confundidos— no se consideraban causa suficiente para la magnitud de la tragedia.
En 1989 el Tribunal Supremo concluyó que hubo intencionalidad en el incendio, señalando que «no guarda relación la escasa entidad del incendio producido en la freiduría del hotel (...) con las catastróficas consecuencias que se originaron». Esta sentencia absolvió al hotel y a las aseguradoras con respecto al pago de indemnizaciones a las víctimas.
Un dictamen del Consejo de Estado de marzo de 2000, encargado por el Ministerio de Interior, asumiendo la propuesta de la Subsecretaría de dicho Ministerio, concluyó que las víctimas de ese incendio debían recibir las ayudas previstas en la Ley 32/1999 de Solidaridad con las Víctimas del Terrorismo, debido a que, no siendo un acto terrorista, se podía acoger a la disposición que reconocía la ayuda a quienes sufrieran «hechos perpetrados por persona o personas integradas en bandas o grupos armados o que actuaran con la finalidad de alterar gravemente la paz y seguridad ciudadanas».
El dictamen declaró «la finalidad asistencial y no de responsabilidad de la ley. En su virtud no son de exigir las circunstancias cuya concurrencia es imprescindible para actuar la responsabilidad del Estado, sino otras de apreciación más discrecional derivadas de criterios no compensatorios sino de solidaridad».
El 10 de febrero de 2009, el Tribunal Supremo asumió que el incendio del Hotel Corona de Aragón fue intencionado y concedió una ayuda reservada a las víctimas del terrorismo a una de las víctimas.

## Posiciones de organismos y organizaciones
La Guardia Civil reconoce a uno de sus miembros muerto en el incendio como víctima de ETA, y además afirma que hubo más muertos que los reconocidos oficialmente, dado que murieron afectados por el incendio que no fueron incluidos en el balance final de víctimas.
La Asociación Víctimas del Terrorismo ha sostenido desde su fundación que el incendio fue un atentado.
El Gobierno español no admite que el incendio pudo haber sido un acto terrorista.
El Gobierno español concede la Gran Cruz de la Real Orden de Reconocimiento Civil a las Víctimas del Terrorismo a las personas que a continuación se relacionan, fallecidos a consecuencia de los hechos ocurridos el 12 de julio de 1979 en el hotel «Corona de Aragón».